# Schurawli
Schurawli (russisch Журавли́ ‚Kraniche‘) ist eines der berühmtesten und populärsten russischen Lieder über den Zweiten Weltkrieg. Die Musik stammt von Jan Frenkel und der Text von Rasul Gamsatow.
Die wohl bekannteste Coverversion stammt von dem Schauspieler und Estrada-Sänger Mark Bernes aus dem Jahr 1969, die zu seinem Schwanengesang wurde.

## Geschichte
Der Text des Stückes wurde 1968 ursprünglich in der awarischen Sprache von dem aus Dagestan stammenden Rasul Gamsatow geschrieben. Die Inspiration dazu kam, als er Hiroshima und den Friedenspark Hiroshima besuchte. Dort sah er ein Monument für Sadako Sasaki, ein japanisches Mädchen, welches aufgrund der Atombombenschläge an Leukämie erkrankte. Sasaki wurde berühmt für ihre vielen Origami-Kraniche. Eine japanische Legende besagt, dass der derjenige, der 1000 Origami-Kraniche faltet, von den Göttern einen Wunsch erfüllt bekommt. In der (vergeblichen) Hoffnung auf Heilung faltete sie über 1000 Kraniche.
1969 erfolgte dann die Übersetzung ins Russische.

## Bekannte Versionen
- 1969 – sang der Sänger Mark Bernes das Stück.
- 2000 – sang der russische Opernsänger Dmitri Hvorostovsky das Lied zum 55. Tag des Sieges.
- 2003 – wurde das Stück vom britischen Musiker und ehemaligen Sänger von Soft Cell Marc Almond gecovert.
- 2023 – sang Tino Eisbrenner zusammen mit Zara das Lied bei einem Liedwettbewerb in Moskau.[2]